# آيري فوروكاوا
آيري فوروكاوا (باليابانية: 古川愛李؛ بالكانا: ふるかわ あいり) هي مانغاكا ورسامة توضيحية يابانية، ولدت في 13 ديسمبر 1989 في آيتشي في اليابان.

## وصلات خارجية
- الموقع الرسمي
- آيري فوروكاوا على موقع ميوزك برينز (الإنجليزية)